# Szent György-templom (Tučepi)
A Szent György-templom egy római katolikus templom Horvátországban a Split-Dalmácia megyei Tučepi településen.

## Fekvése
A templom Tučepi északnyugati szélén, a Neptun Szálloda közelében, a tengerparttól mintegy 150 méterre, ókori romok között áll.

## Története
A templomot a 12. század végén építették egy ókori szakrális épület alapjain. 1311-ben említik először a helyi plébánia tulajdonában álló templomként. A 14. században újították fel. Vélhetően ekkor freskófestészeti technikával szentelt, egyenlő szárú, felül gömbben végződő kereszteket festettek a falakra. A templomot 1966-ban védett műemlékké nyilvánították. 1993-ban régészetileg alaposan átkutatták, majd helyreállították. A helyreállítás során római maradványok, egy 2. századi római villa rustica és egy ókeresztény templom (bazilika) apszisának falát találták meg, melyet a 4. vagy 5. századra kelteztek.

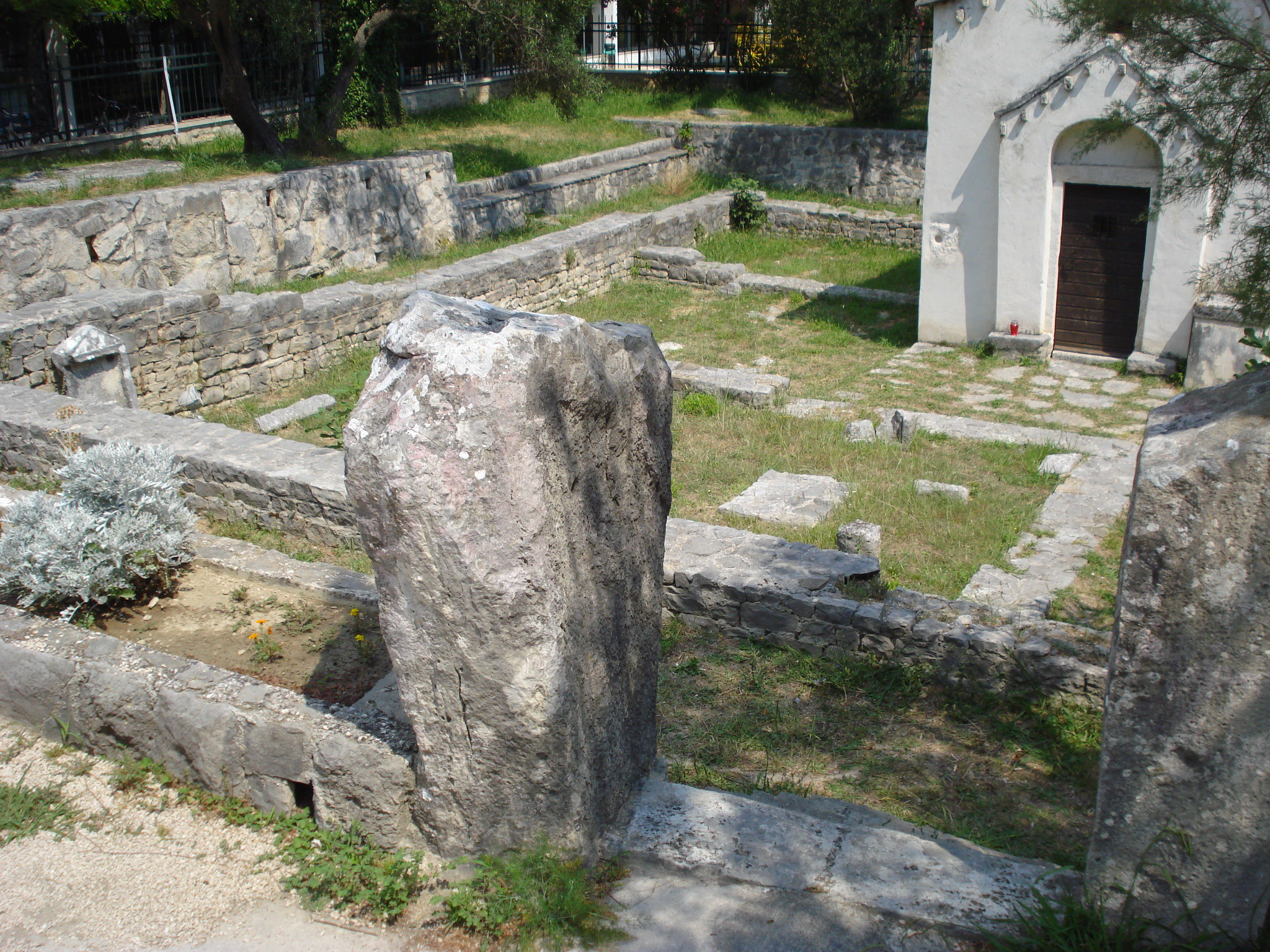
Ókori romok a templom előtt

## Leírása
A templom keleti tájolású, román-gótikus stílusú, egyhajós épület, félköríves apszissal. Szabálytalanul faragott kövekből építették, melyet vakolattal borítottak. Boltozata gótikus, csúcsíves, a korábbi dongaboltozatot tartóelemekkel helyettesítve. A szentély boltozata félkupola. A nyugati homlokzaton egy sekély, kőből készült portál található, amely ókori kövekből van kifaragva. Az áthidaló és az ajtófélfák simára faragott kőből készülnek. Az ajtót két erős, a belső térrel összekötött pilaszter keretezi, oldalán egy boltív található, kívül pedig háromszög alakú oromzatban végződik. Az oromzat felett négyzet alakú ablak található. A homlokzat tetején egy kőből készült harangdúc található, amelynek boltívét a közelmúltban építették a régi helyett, mely akkorra már tönkrement. A déli falon egy áttört, kőkeretes ablak található. Egy másik négyszögletes ablak található az apszis közepén is.

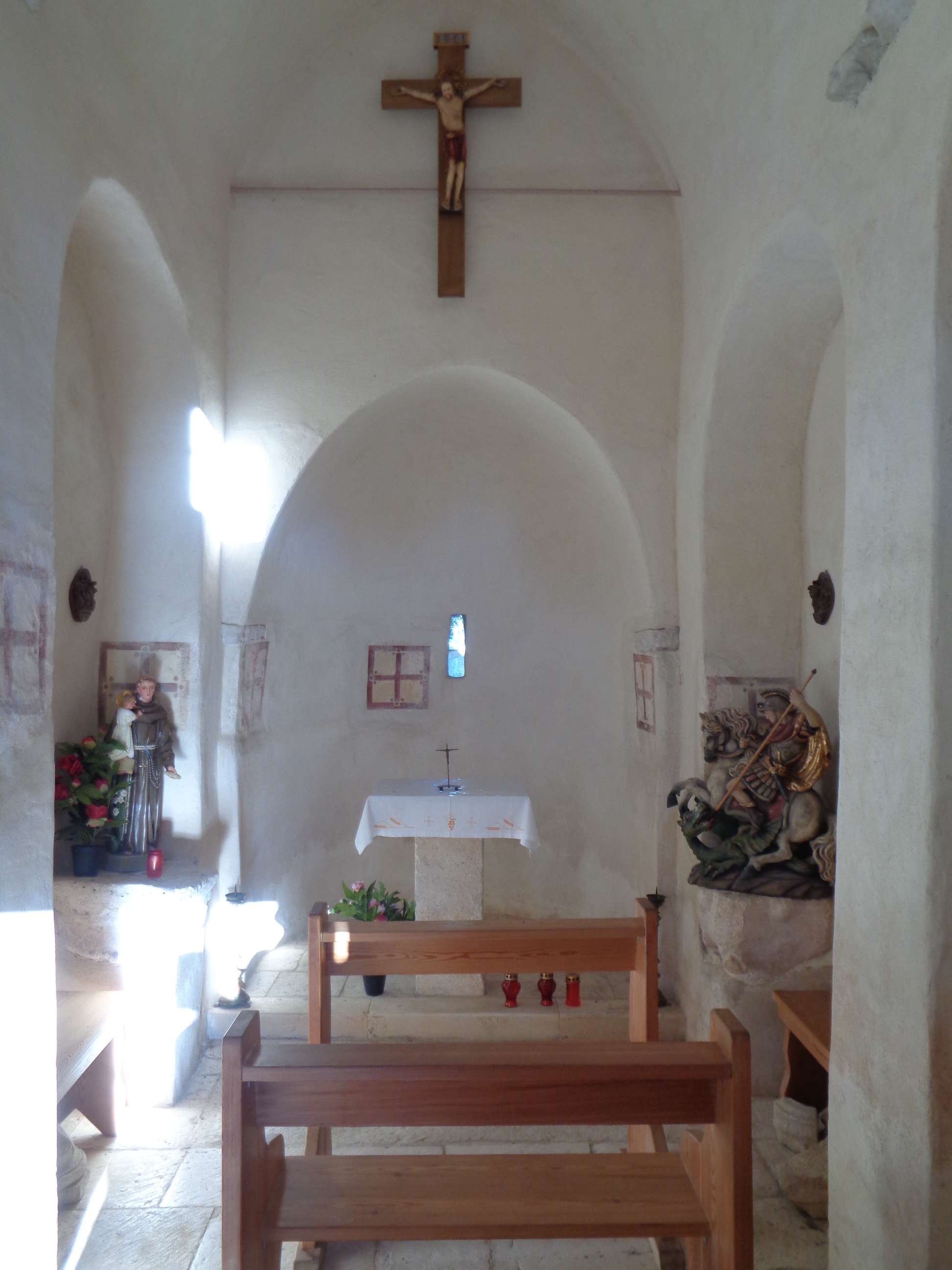
A templom belső tere

A templomba három kőlépcsőn lelépve lehet bemenni. A belső tér oldalfalai vakárkádokkal három boltszakaszra oszlanak, melyek közül a középső keskenyebb. Feltételezik, hogy a templom eredetileg kupolás volt. A második és a harmadik árkád közötti pilasztereken az alsó részen lejtős boltszékek vannak. A templomba az oltár jobb és bal oldalára két, akantuszlevelekkel díszített korinthoszi oszlopfőt építettek be, a falakon pedig freskófestészeti technikával szentelt keresztek találhatók a 14. századtól. A szentély padlószintje egy lépcsőfokkal meg van emelve. Az oltár előtt egy beépített sírkő látható, amelyet félhold és egy hatszirmú virág domborműve díszít. Az ablak alatt egy négyzet alakú fülke látható, egyszerű kőprofillal, amely szentségtartóként szolgált.
A templom külső fala mellett egy 1. századi sírkő található az elhunyt arcképével. Régen úgy gondolták, hogy I. Pietro Candiano velencei dózse sírköve, aki nem messze halt meg ettől a helytől a neretvai horvát kalózokkal 887. szeptember 18-án vívott tengeri-szárazföldi csatában. A templom körüli temetőből két sírkő maradt meg, melyek most a templomot övező kőkerítés ajtaja mellé vannak állítva. A helyszínen talált többi sírkövet beépítették a templomba, mely Dalmácia középkori építészeti örökségének kivételes emlékműve.

## Galéria
- A nyugati homlokzat
- A déli homlokzat
- Sírkő az 1. századból
- A templom belseje
- A bejárat
- Tájékoztató tábla

## Fordítás
Ez a szócikk részben vagy egészben  a   Crkva sv. Jure u Tučepima című horvát Wikipédia-szócikk ezen változatának fordításán alapul.  Az eredeti cikk szerkesztőit annak laptörténete sorolja fel. Ez a jelzés csupán a megfogalmazás eredetét és a szerzői jogokat jelzi, nem szolgál a cikkben szereplő információk forrásmegjelöléseként.